# Salvianus
Salvianus (rond 400, Trier - 475, Marseille) was een priester-schrijver op het einde van het West-Romeinse rijk en kerkvader. Andere namen en benamingen zijn Saint Salvien, Salvianus van Trier, Salvianus presbyter (of priester), Salvianus van Marseille of Salvianus Massiliensis.
Hij behoorde tot een groep van Provençaalse kerkvaders zoals Cassianus, stichter van de abdij van Sint-Victor in Marseille, Hilarius van Arles en Gennadius. Deze laatste vermeldde Salvianus in zijn werk De viribus illustris onder hoofding 68. Dit werk is de belangrijkste bron over het leven van Salvianus. De Provençaalse groep was gekend voor hun aanhang van het pelagianisme, weliswaar in zwakkere vorm dan de door de Roomse kerk verboden leer van Pelagius. De vrije wil van de mens vonden zij een belangrijke drijfveer van menselijke daden, wat in tegenspraak was met de "slechtheid" en met de "erfzonde" van de mens volgens de leer van Augustinus.

## Gezin
Salvianus was afkomstig uit een Gallo-Romeinse familie die leefde in Trier en Keulen. Hij was christen en kreeg een klassieke opvoeding in rhetorica, rechten en Latijn. Zijn carrière lag open in het ambtenaren-apparaat van de Romeinen. Hij trouwde met Palladia, niet-christen zoals zijn schoonouders. Zijn schoonouders bekeerden zich na het huwelijk, tezamen met Palladia. Het jonge koppel kreeg een dochter, Auspiciola. Salvianus en Palladia richtten hun leven meer en meer in met soberheid, vroomheid en kuisheid. Dat laatste was niet naar de zin van zijn schoonouders die hierover moeilijk deden. Salvianus zou er later een stuk over schrijven. In de periode 418-420 trok Salvianus weg uit Trier, wanneer Germanen de stad voor de derde keer plunderen. Het is niet duidelijk of Silvianus alleen wegtrok naar de Provence, of met zijn gezin. In ieder geval regelden zijn schoonouders een echtscheiding.

## Priester
Salvianus werd in 429 tot priester gewijd in Marseille. Hij was nauw verbonden of was mogelijks tijdelijk monnik in het klooster van Lérins op het eiland Saint-Honorat. Hier kwam hij in contact met de typische leefwereld van de Provençaalse monniken. Het contact met vrouw en kind(eren?) werd verbroken door te verblijven op het eiland. Zijn geschriften schreef hij blijkbaar in Marseille waar hij priester was, en niet op het eiland. Zijn biograaf Gennadius schrijft nauwelijks iets over een verblijf in het klooster.

## Leraar
In het klooster van Lérins leert hij de monnik Eucher (de Lyon) kennen; deze was tevoren grootgrondbezitter en senator in Aix-en-Provence. Door de vriendschap met Eucher, die later aartsbisschop van Lyon zou worden, gaf hij onderwijs aan Eucher's twee zonen Veranus en de veel jongere Salonius. Salonius werd bisschop van Genève, gevolgd door de oudere Veranus die bisschop werd in Vence. Zijn biograaf Gennadius noemde Salvianus een magister episcoporum, een leermeester voor bisschoppen.

## Parochiewerk in Marseille
Hierover is niets bekend. Hij leefde ascetisch volgens zijn tijdsgenoten.

## Geschriften
Salvianus schreef in het Latijn. Gennadius somde vele werken van Salvianus op die hijzelf gelezen had. Mogelijks waren er nog andere dan deze uit zijn lijst. Vandaag blijven er 3 werken over; de rest is verloren gegaan.
- De Gubernatione Dei. Nederlands: over Gods regering. De Fransen spreken over De la Providence[8]. Dit is Silvianus' belangrijkste werk. Hij ontwikkelde de toen opzienbarende gedachte dat de val van het West-Romeinse Rijk te wijten was aan moreel verval. De binnenvallende Barbaren daarentegen waren moreel superieur en dienden een voorbeeld te zijn voor de christelijke Romeinen, die hij overigens omschreef als 'seculares' (leken en geen christenen meer). Salvianus hekelde er zijn tijdsgenoten mee en de tekst is bij momenten erg somber. Het werk blijft evenwel het referentiewerk over het maatschappelijk leven tijdens de laatste jaren van het West-Romeinse rijk[9]. Salvianus zag in het verval van de Romeinse samenleving een plan van God. Het plan van God werd uitgevoerd door barbaren[10]. Deze stelling van Salvianus is tegengesteld aan deze van Augustinus. Augustinus zag in de christelijk-Romeinse samenleving immers een voorafspiegeling van het hemelse leven.
- Ad Ecclesiam. Nederlands: Tot de kerk. De Franse naam is al eens Contre l'Avarice[8]. Salvianus hekelt er de gierigheid van christenen en clerus. Hij noemt de ergste vijanden die er bestaan, twee gierigaards onder elkaar.
- Negen brieven[11].

De verloren gegane boeken gingen over ascetisch leven in de woestijn, maagdelijkheid en Gods oordeel.

## Overlijden
Rond 470 stierf Salvianus in Marseille. Hij wordt er lokaal vereerd en zijn feestdag in Marseille is er op 24 juli.